# Tarda primavera
Tarda primavera (晩春?, Banshun) è un film del 1949 diretto da Yasujirō Ozu, tratto dal racconto Padre e figlia (父と娘?, Chichi to musume) di Kazuo Hirotsu. 
È il primo film della cosiddetta "Trilogia di Noriko", seguito da Il tempo del raccolto del grano del 1951 e da Viaggio a Tokyo del 1953. In questa trilogia, legata da temi comuni come le relazioni familiari e le pressioni sociali, Setsuko Hara interpreta ogni volta un personaggio diverso, ma si tratta sempre di una giovane donna non sposata di nome Noriko che vive nel Giappone del dopoguerra. 
All'uscita conquista il primo posto nella classifica "Kinema Junpō Best Ten" e vince il Mainichi Film Concours come miglior film. Nel 2012 si classifica al 15º posto dei migliori film di tutti i tempi proposti dalla rivista Sight and Sound del British Film Institute. Nel 2022 si classifica al 22º posto.
L'ultimo film di Ozu, Il gusto del sakè, è una variazione di Tarda primavera e ne condivide svariati punti. 

## Trama
Giappone, primo dopoguerra, Kamakura. Noriko e sua zia Masa partecipano a una cerimonia del tè. A casa, il padre di Noriko, il professor Shukichi Somiya, vedovo, è impegnato a trascrivere delle pagine insieme al collega più giovane Shōichi Hattori. Noriko torna a casa e scherza con i due uomini. Il giorno seguente, padre e figlia si dirigono a Tokyo.
Nel quartiere di Ueno, Noriko incontra per caso il professor Onodera, un vecchio amico del padre. Noriko è indispettita dal fatto che Onodera si sia risposato con un'altra donna, perché secondo lei è immorale. Noriko torna a Kamakura con Onodera, che ritrova l'amico Shukichi. Onodera dice che sua figlia ha venticinque anni, ma si rifiuta di sposarsi e Shukichi concorda che anche sua figlia, ventisettenne, dovrebbe cominciare a pensare al matrimonio.
Noriko e Hattori, l'assistente di Shukichi, si frequentano e vanno al mare in bicicletta. Masa è a casa del fratello Shukichi e gli chiede cosa ne pensa di un possibile matrimonio fra Noriko e Hattori. Durante la cena, Shukichi ne discute con la figlia, ma Noriko scoppia in una risata e risponde che Hattori è già fidanzato da qualche anno e deve sposarsi. Nonostante ciò, Hattori invita Noriko ad andare con lui al concerto di una violinista, dicendo che la fidanzata non si arrabbierà, ma la ragazza preferisce rifiutare. Anche Aya, un'amica di Noriko, divorziata, la incoraggia a sposarsi il prima possibile e le dice che lei stessa vorrebbe risposarsi in futuro. 
A casa della zia Masa, Noriko fa la conoscenza della signora Miwa, una donna giovane rimasta vedova. Masa invita Noriko a pensare al matrimonio e vuole presentarle Satake, un buon candidato come futuro marito. La ragazza è contrariata e dice che, se si dovesse sposare, suo padre rimarrebbe solo e si sentirebbe perduto. A quel punto, la zia le risponde che Shukichi potrebbe risposarsi e prendere in moglie la signora Miwa. 
Durante uno spettacolo di teatro Nō, Noriko e Shukichi salutano da lontano la signora Miwa, anch'essa presente nel pubblico. La ragazza si intristisce e più tardi, sulla via del ritorno, saluta bruscamente il padre e si dirige dall'amica Aya. 
Al termine della giornata, Shukichi invita Noriko ad andare a conoscere Satake dalla zia Masa e le dice di non preoccuparsi che lui rimanga solo, perché ha deciso che farà come Onodera e si risposerà con la signora Miwa. La ragazza non prende bene la notizia. 
Una settimana più tardi, Noriko decide di accettare la proposta di matrimonio e dà la conferma alla zia. Padre e figlia fanno un ultimo viaggio insieme fino a Kyoto, dove incontrano Onodera, la figlia e la nuova moglie. Noriko riconosce di essere stata troppo dura nel giudicare Onodera, tuttavia è ancora indecisa sul matrimonio e dice di essere felice solamente con il padre. Shukichi la rincuora e le spiega che la felicità non sarà immediata, ma verrà con il tempo. 
Noriko si sposa e, dopo la sua partenza, Shukichi si intrattiene a parlare con Aya, l'amica della figlia. Aya spiega che la preoccupazione maggiore di Noriko era che lui si risposasse. Shukichi rivela che lui aveva detto ciò solamente per spingere la figlia a sposarsi e a farsi la sua vita. 
Rientrato a casa, solo, comincia a sbucciare una mela e dopo un po' si ferma, chinando lentamente la testa.

## Distribuzione

### Edizioni home video
Nel 2015 la casa di produzione Shochiku ha pubblicato il Blu-ray della versione restaurata del film.